# Миндлин, Михаил Борисович (общественный деятель)
Михаи́л Бори́сович Ми́ндлин (19 августа 1909 года, Екатеринослав, Екатеринославская губерния, Российская империя — 21 октября 1998 года, Москва, Россия) — общественный деятель, активист общества «Мемориал», глава общественной группы по увековечиванию памяти жертв политических репрессий при комиссии по делам репрессированных.

## Биография
Родился в городе Екатеринославе в еврейской семье. Отец — Борис Соломонович Миндлин, мать — Клара Михайловна Миндлина, брат — Захар (Зая) Борисович Миндлин, ответственный работник в Магадане. В 1920—1930-х — фрезеровщик (с 1930 г. — бригадир) Московского инструментального завода (МИЗ). В 1925 году вступил во Всесоюзный ленинский коммунистический союз молодежи.
С 1927 по 1929 работал внештатным военным организатором Бауманского райкома комсомола в Москве. Летом 1929 года был одним из организаторов бытовой коммуны в Измайлово, состоявшей из работников завода имени Лепсе, МИЗа, завода авиационного двигателестроения им. Фрунзе и ряда других предприятий.
Зимой 1929—1930 года Михаил Миндлин в числе других комсомольцев был мобилизован в мордовскую деревню на Средней Волге в качестве райкома по проведению коллективизации. В связи с отказом выполнить спущенную разверстку по раскулачиванию 15 семейств в закрепленных сельсоветах, а также вовлечение в колхозы только 63 % населения исключен из комсомола. После появления статьи Сталина «Головокружение от успехов» восстановлен в ВЛКСМ и отозван в Москву. С 1931 года — член ВКП(б).
С 1931 года — ответственный секретарь, председатель Сталинского райсовета Осоавиахима. В том же году призван в отдельный учебный танковый полк в Лефортово. По решению Центрального Комитета партии оставлен на сверхсрочную службу и назначен командиром и политруком отдельной танковой роты (1931—1937).

### Аресты
13 июля 1937 года исключен из партии на заседании партийной организации Сталинского райсовета «за притупление классовой и революционной бдительности, за связь с врагом народа Р. П. Эйдеманом» и направлен сменным диспетчером на МИЗ. Отказавшись от предложения жены Марии Вялкинской бежать из города, остался работать на заводе, где был арестован сотрудниками НКВД 25 июля 1937 года. Осужден 20 декабря 1937 года Особым Совещанием при НКВД на 8 лет исправительно-трудовых лагерей без поражения в правах за контрреволюционную троцкистскую деятельность.
В первый год заключения Михаил Миндлин находился в Бамлаге, работая в забое около станции Тахтамыгда, в феврале — июне 1938 года — на добыче глины для кирпичного завода. С августа 1938 — по август 1941 года — на золотом прииске Верхний Ат-Урях. С августа 1941 по осень 1945 года отбывал срок в особо режимном лагере «Джелгал» на Колыме. После окончания срока заключения, 25 июля 1945 года, был задержан в лагере до особого распоряжения. Работал на лесозаготовительном пункте «Ампартах» Сусуманского района. 14 сентября 1946 года — освобожден из лагеря.
С апреля 1947 по май 1949 работал на Нижне-Троицкой фабрике. В мае 1949 года арестован повторно и приговорен на вечное поселение в отдалённые районы Советского Союза. Ссылку до 1950 года отбывал в Красноярском крае, где работал в лесном хозяйстве. 7 октября 1955 года реабилитирован, c января 1956 года вернулся с семьей в Москву. После восстановления в партии и реабилитации вернулся работать на Московский инструментальный завод.

### Общественная деятельность
В конце 1980-х Михаил Миндлин стал сопредседателем Черёмушкинского районного общества жертв незаконных репрессий, состоявшей из репрессированных, их родственников и небезразличных людей. С 1991 года являлся членом комиссии по делам необоснованно репрессированных при Московском городском совете. C 1992 года возглавил общественную группу по увековечиванию памяти жертв политических репрессий при комиссии по делам репрессированных. Группа работала с найденными в конце 1991 г. в архиве Московского управления Министерства безопасности и внутренних дел РФ 18 томами дел с предписаниями и актами о приведении в исполнение приговоров о расстрелах.
С 1995 года на общественных началах Миндлин работал в постоянной межведомственной комиссии Правительства Москвы по восстановлению прав реабилитированных жертв политических репрессий. Он руководил рабочей группой по составлению биографических справок на лиц, расстрелянных в Москве в 1920—1950-х и установлению мест их захоронения.
Михаил Миндлин принимал активное участие в деятельности Московского историко-литературного общества «Возвращение», международных конференциях «Сопротивление в ГУЛАГе». Являлся инициатором установления гранитной мемориальной плиты на Бутовском полигоне (10 октября 1993) и издания серии книг «Бутовский полигон». За свой счет поставил памятник жертвам массовых репрессий на территории Яузской больницы. Картотека, собранная Михаилом Миндлиным, стала основой электронной базы данных «Мартиролог расстрелянных в Москве и Московской области», включающей более 20 тысяч человек.
Скончался в Москве в возрасте 89 лет. Похоронен на Хованском кладбище.

### Память
Архив М. Б. Миндлина был передан на государственное хранение в Объединение Московских архивов и в Государственный Центр Новейшей документации, а также в Музей и Общественный центр: «Мир, прогресс, права человека» им. А. Д. Сахарова.

### Семья
Жена — Мария Дмитриевна Вялкинская (1910—1981), жертва политических репрессий. Сын — Анатолий Михайлович Миндлин (род. 1931), в 1937 году находился после ареста отца и матери в детдоме под Дмитровом, учился в техникуме механизации сельского хозяйства в городе Белебей. Внук — Игорь Миндлин (1959—2013).